# Dicranomyia baileyi
Dicranomyia baileyi là một loài ruồi trong họ Limoniidae. Chúng phân bố ở miền Cổ bắc.